# El primer beso (película de 1958)
 El primer beso  es una película filmada en colores de Argentina dirigida por Enrique Carreras sobre el guion de Julio Porter que se estrenó el 16 de mayo de 1958 y que tuvo como protagonistas a Adrianita, Carlos Borsani, Francisco Álvarez y María Luisa Santés.

## Sinopsis
El romance entre una joven que atiende un kiosko de venta de periódicos y el hijo de un taxista.

## Reparto
- Adrianita
- Carlos Borsani
- Francisco Álvarez
- María Luisa Santés
- Olga Gatti
- Alberto Barrié
- Mercedes Carreras
- Eber Lobato
- Roberto Guthié
- Perla Laske
- Libertad Leblanc
- Gloria Lopresti
- Rafael Diserio
- Carlos Bianquet

## Comentarios
La Prensa opinó:

”Sólo puede concebirse como realizada por principiantes mediocres….un excelente color destaca la atinada tarea de la cámara que va presentando –con el fondo monocorde del relato- a los protagonistas de la historia.”

Por su parte Clarín dijo:

”Color, pantalla ancha y un poco de autenticidad….El mejor trabajo de su director. Recursos elementales, bien utilizados.”